# Brasserie Tri Martolod
La Brasserie Tri Martolod a été fondée en 1999 à Bénodet dans le département du Finistère en France. Depuis mai 2008, la brasserie a déménagé à Concarneau, sur la nouvelle zone d'activité de Colguen. Elle fonctionne sous le statut coopératif (SCOP) et compte actuellement quinze associés en 2014 dont deux brasseurs et 17 en 2016. La production annuelle s'élève à 350 000 litres en 2014. La brasserie An Alarc'h a intégré la SCOP en 2006.

## Bières
La brasserie produit les bières Tri Martolod blonde, une bière blonde titrant 4,6° d'alcool, la Tri Martolod brune, une bière brune titrant 6,5° d'alcool, la Tri Martolod blanche, la Tri Martolod rousse et la Tri Martolod fumée.